# Dead Man Walking (opera)
 For alternative betydninger, se Dead Man Walking. (Se også artikler, som begynder med Dead Man Walking)
Dead Man Walking er den første opera af Jake Heggie med libretto af Terrence McNally. Libretto'en er baseret på bogen af sammen navn af Søster Helen Prejean. Operaen havde premiere 7. oktober 2000 i San Francisco.